# 광무대
광무대(光武臺)는 1898년부터 1930년까지 대한민국 서울특별시에 있던 구극전문극장이다.

## 광무대의 생성
고종 광무 2년(1898) 미국인 콜브란(Collbran & Bostwick)이라는 이가 서울에 전등을 켜고 전차를 놓는 허가를 얻어 발전소와 전차고를 동문 안에 설치하게 되었다. 이에 전등을 켜는 편리와 종업원을 위안한다는 명목으로 세운극장이 광무대이다.

## 광무대의 역사
동대문 밖 전기회사 창고에서 시작한 광무대는 1910년에는 일인의 손에 넘어가 황금유원내(현재 을지로4가)로 옮겨졌고, 그 위치는 국도극장의 동남쪽이라고 알려져 있다. 1910년대 순전히 구극만을 공연하면서 유지되어온 광무대는 1920년대에 와서는 구극뿐만 아니라 신극에도 광무대를 쓰도록 해주었다. 그 좋은 예가 1925년부터 1926년까지 극단 <토월회>가 광무대를 전속으로 사용하게 된 것이다. 하지만 토월회가 1년 만에 망함으로써 광무대는 잡종극장으로 쓰이다가 1931년 완전 폐쇄되고 말았다.

## 주요 공연
1908년 9월 6일부터 박승필이 광무대를 인수하여 본격적으로 재출발하게 되었는데 처음에는 개화와 함께 쇠퇴할지도 모를 구극(판소리, 창극)을 보호할 목적으로 광무대를 인수했다. 그렇기 때문에 1910년대의 신파극 시대에서는 크게 부각되지 못하였다. 또한 광무대가 활동사진관으로 충분히 사용될 수 있었지만 구극에 대한 애착 때문에 활동사진관으로 쓰이지 않았다.

## 참고 서적
- 유민영, 한국 극장사, 한길사, 1982
- 유민영 한국 근대극장 변천사, 태학사, 1998